# قائمة رؤساء تشاد
هذه قائمة رؤساء الدول في تشاد "منذ استقلال البلاد عن فرنسا في عام 1960 حتى يومنا هذا.
مجموعه من ستة أشخاص خدموا كرئيس لدولة تشاد (باستثناء اثنين من رؤساء الدولة المؤقتين). بالإضافة إلى ذلك، خدم شخص واحد، كوكوني عويدي، في مناسبتين غير متتاليتين.
الرئيس الحالي لدولة تشاد هو رئيس المجلس العسكري الانتقالي محمد ديبي، منذ 20 أبريل 2021 عقب موت والد إدريس ديبي.

## لقب رأس الدولة
- 1960-1962: رئيس الدولة
- 1962-1975 : رئيس الجمهورية
- 1975: رئيس المجلس العسكري الأعلى
- 1975-1978: رئيس الدولة
- 1978-1979: رئيس الجمهورية
- 1979: رئيس مجلس الدولة المؤقت
- 1979: رئيس الحكومة الانتقالية للوحدة الوطنية
- 1979: رئيس اللجنة الإدارية المؤقتة
- 1979-1982: رئيس الحكومة الانتقالية للوحدة الوطنية
- 1982: رئيس مجلس قيادة القوات المسلحة للشمال.
- 1982: رئيس مجلس الدولة
- 1982-1990: رئيس الجمهورية
- 1990: رئيس الحركة الوطنية للإنقاذ.
- 1990-1991: رئيس مجلس الدولة
- 1991-2021: رئيس الجمهورية
- 2021 – الآن: رئيس المجلس العسكري الانتقالي[1]
- 2022–2024: الرئيس الانتقالي للجمهورية[2][3]
- 2024 إلى الآن: رئيس الجمهورية

### قائمة رؤساء تشاد
؛ الأحزاب السياسية
- الحزب التقدمي التشادي (PPT) / الحركة الوطنية للثورة الثقافية والاجتماعية (MNRCS)

- جبهة التحرير الوطني لتشاد (الجبهة الوطنية لتحرير تشاد  [لغات أخرى]‏) - القوات المسلحة الشعبية (FAP)

- الحركة الشعبية لتحرير تشاد (MPLT)

- القوات المسلحة في الشمال (FAN) / الاتحاد الوطني للاستقلال والثورة (UNIR)

- الحركة الوطنية للإنقاذ (MPS)

؛ فصائل أخرى
- عسكري (القوات المسلحة التشادية وجيش تشاد الوطني)

؛ حالة
- رئيس الدولة المؤقت

| رقم | عمودي | الاسم (ولادة - وفاة)             | منتخب                         | مدة العضوية   | مدة العضوية                     | مدة العضوية        | حزب سياسي                         | رئيس (رؤساء الوزراء) |
| رقم | عمودي | الاسم (ولادة - وفاة)             | منتخب                         | تولى منصبه    | ترك المكتب                      | الوقت في المنصب    | حزب سياسي                         | رئيس (رؤساء الوزراء) |
| --- | ----- | -------------------------------- | ----------------------------- | ------------- | ------------------------------- | ------------------ | --------------------------------- | --- |
| 1   |       | فرنسوا تومبالباي (1918–1975)     | 1962 1969                     | 11 أغسطس 1960 | 13 إبريل 1975 ( اغتيال. ')      | 14 سنوات و245 أيام | PPT / MNRCS                       | الموقف غير محدد |
| –   |       | نويل ميلارو أودينجار (1932-2007) | -                             | 13 إبريل 1975 | 15إبريل 1975                    | 2 أيام             | العسكرية                          | الموقف غير محدد |
| 2   |       | فيليكس مالوم (1932–2009)         | -                             | 15 أبريل 1975 | 23 مارس 1979 ( استقال. ')       | 3 سنوات و342 أيام  | العسكرية                          | حبري |
| 3   |       | جوكوني وديع (مواليد 1944)        | -                             | 23 مارس 1979  | 29 أبريل 1979                   | 37 أيام            | الجبهة الوطنية لتحرير تشاد ‏ - FAP | الوظيفة شاغرة |
| 4   |       | لول محمد شوا (1939-2019)         | -                             | 29 أبريل 1979 | 3 سبتمبر 1979                   | 127 أيام           | MPLT                              | الوظيفة شاغرة |
| (3) |       | جوكوني وديع (مواليد 1944)        | -                             | 3 سبتمبر 1979 | 7 يونيو 1982 ( deposed. ')      | 2 سنوات و277 أيام  | الجبهة الوطنية لتحرير تشاد ‏ - FAP | نغاردوم |
| 5   |       | حسين حبري (1942-2021)            | 1989 (استفتاء)                | 7 يونيو 1982  | 2 ديسمبر 1990 ( ousted. )       | 8 سنوات و178 أيام  | FAN / UNIR                        | نغاردوم |
| 6   |       | إدريس ديبي (1952–2021)           | 1996 2001 2006 2011 2016 2021 | 2 ديسمبر 1990 | 20 أبريل 2021 (قتل في المعركة.) | 30 سنوات و139 أيام | الحركة الوطنية للإنقاذ            | باويو يودويمان مونغار دلوا كاسيري كوماكوي دجيماصوم نصور جيلندوكسية ووايدو ياماسوم كبادي فكي يواديمنادجي يونوسمي كوماكوي عباس إيمانويل دادنادجي ديوبيت باداكي |
| 7   |       | محمد ديبي (مواليد 1984)          | -                             | 20 أبريل 2021 | في المنصب                       | 4 سنوات و58 أيام   | الحركة الوطنية للإنقاذ-عسكري      | باداكي |